# Nicolás Illoro
Nicolás Illoro (Madrid, 4 giugno 1994) è un attore spagnolo.

## Biografia
Nicolás Illoro è nato il 4 giugno 1994 a Madrid, Spagna. Ha iniziato la carriera di attore recitando in diversi film e serie TV come La barriera, Días mejores e Pollos sin cabeza.
Nel 2021, è nel cast principale del film Veneciafrenia, scritto e diretto da Álex de la Iglesia. Nel 2023 interpreta il ruolo di Nico nel lungometraggio La última noche de Sandra M. basato sulla biografia di Sandra Mozarowsky .

## Doppiatori italiani
Nelle versioni in italiano dei suoi film, Nicolás Illoro è stato doppiato da:
- Alberto Franco in Veneciafrenia - Follia e morte a Venezia

## Filmografia

### Cinema
- La última noche de Sandra M., regia di Borja de la Vega (2023)
- Veneciafrenia, regia di Álex de la Iglesia (2021)[3]
- Lo que ocurre en Cap Vermell, regia di Roberto Pérez Toledo (2018)

### Televisione
- Ficción sonora – serie TV, 1 episodio (2023)
- El Cid – serie TV, 9 episodi (2021)[4]
- Días mejores – serie TV, 3 episodi (2022-2023)
- Pollos sin cabeza – serie TV, 7 episodi (2023)